# Martin Vachon
 (juillet 2018).
Martin Vachon, né en 1984 à Saint-Jean-sur-Richelieu, est un comédien, animateur de télévision et humoriste québécois.

## Biographie

### Débuts
Avant de commencer sa carrière professionnelle, Vachon est d'abord un amateur d'imitation.   

### Carrière de comédien
Diplômé de l'École de théâtre du Cégep de Saint-Hyacinthe en 2005, Martin Vachon débute dans une succession de rôles tant au théâtre qu'à la télévision. Il joue également dans plusieurs publicités, dont une pour la barre de chocolat Snickers qui a été doublée puis diffusée en Russie. C'est toutefois le rôle de Bruce dans la série télévisée Mémoires vives diffusée de 2013 à 2017 sur les ondes de Radio-Canada qui le fait connaitre du grand public. Depuis 2018, il incarne Bob, l'animateur de soirée, dans Cheval-Serpent. Dans le cadre de sa carrière de comédien, Vachon a également joué dans des vidéos éducatives sur la sexualité produites par le gouvernement du Québec.

### Carrière humoristique
En 2009, il fait ses débuts dans le milieu de l'humour en tant que stand-up dans le réseau des bars  et des événements corporatifs au Québec. En 2010, il participe à l'émission En route vers mon premier gala Juste pour rire et atteint les demi-finales. Il participe à de nombreux festivals et est finaliste au concours de la relève du Festival de l'humour de Abitibi-Témiscamingue. De 2013 à 2014, il anime les Drôles de jeudi du Maurice à Saint-Lazare, une soirée humoristique hebdomadaire animée avant lui par des humoristes tels que Louis-José Houde, Martin Matte, Philippe Bond et Patrick Groulx,. En 2017, il présente  son premier one-man-show intitulé 1er rendez-vous: mensonges et séduction. La sexualité est un thème récurrent dans l'écriture de Vachon qui utilise beaucoup l'auto-dérision. En 2019, il prend part à la distribution du spectacle 2019:Revue et corrigée. 
Parmi les humoristes qui l'ont influencé, il cite Yvon Deschamps et Jean-Marc Parent.

### Télé-réalité
En 2022, il participe à la deuxième saison de Big Brother Célébrités. 
En 2025, Martin Vachon participe à nouveau à l'émission Big Brother Célébrités, lors de la cinquième saison : "Champions versus recrues".  

### Animation
Martin Vachon est animateur de l'émission Les gérants d'estrade en 2025, aux côtés de Marie-Josée Gauvin, où ils analysent les performances de jeu des participants de Big Brother Célébrités. 

### Vie privée
Le 12 septembre 2015, il épouse la designer graphique Catherine Vanier après 7 années de fréquentations. Un fils prénommé Liam nait de cette union en 2016.

## Filmographie

### Télévision
- 2005 : Les Bougon : homme de théâtre
- 2006 : Dossiers mystères : Mark Kilroy
- 2006 : Pendant ce temps devant la télé : Mike Poitras
- 2006 : Sexcursion : Kevin
- 2006 : Rumeurs : serveur
- 2006 : Une grenade avec ça : Charles
- 2007 : Les hauts et les bas de Sophie Paquin : amant
- 2007 - 2008: Pendant ce temps devant la télé  : Mike Poitras
- 2008 : Tout sur moi : amant et garçon d'hôtel
- 2009 : Le club des doigts croisés : Ryan Myrra
- 2010 : En route vers mon premier gala Juste pour rire
- 2010 : Les boys : Steve
- 2011 : Toute la Vérité : Mike
- 2012 - 2013 : La Galère : David
- 2012 - 2018 : O' : Garçon traiteur
- 2012 : Prière de ne pas envoyer de fleurs : lui-même
- 2012 - 2015 : Vrak la vie : Gilles
- 2013 - 2017 : Mémoires Vives : Bruce Martin-Murphy
- 2015 : La théorie du K.O  : Œdipe Roy (lutteur)
- 2016 : Dans ma tête : Martin Vachon et les scènes de nudité
- 2016 - 2017 : Piment fort
- 2016 : Le gout de l'amour : animateur
- 2017 : Blue moon : garçon d'hôtel
- 2017 : Le party country de P-A Méthot
- 2018 : Les magnifiques : rôles multiples
- 2018 : Cheval-Serpent : Bob
- 2020 : District 31 : Martin Desbiens
- 2023 : Le Monde est à nu! : animateur
- 2023 - 2024 : Combien tu m'aimes? : animateur

### Théâtre
- 2006 : Le sang : le mari et le policier
- 2006 : 2191 nuits : Math Manson
- 2006 - 2010 : La princesse Turandot : le prince
- 2014 - 2017 : Ma première fois : rôles multiples

### Spectacle solo
- 2017 : 1er rendez-vous: mensonges et séduction